# Acetilcisteină
Acetilcisteina, notată adesea N-acetilcisteină (NAC) este un medicament mucolitic, indicat în tratamentul tulburărilor secreției bronșice în special în cursul afecțiunilor bronșice acute (bronșită acută) și în acutizările bronhopneumopatiei obstructive cronice. Mai este utilizată în tratamentul supradozei de paracetamol.
Din punct de vedere chimic este un derivat al cisteinei, care este un aminoacid neesențial cu sulf. Se află pe lista medicamentelor esențiale realizată de Organizația Mondială a Sănătății. Este disponibil ca și medicament generic și are un preț scăzut.
Acetilcisteina se comercializează sub forma de comprimate efervescente.

## Utilizări

### Utilizări medicale

#### Supradoză de paracetamol
Formulările intravenoase și orale de acetilcisteină sunt disponibile pentru tratamentul supradozei de paracetamol (acetaminofen). Atunci când se iau cantități mari de paracetamol, un metabolit minor numit N-acetyl-p-benzoquinone imină (NAPQI) se acumulează în organism. De obicei, este conjugat de glutation, dar când este luat în exces, rezervele de glutation ale organismului nu sunt suficiente pentru a dezactiva NAPQI toxic. Acest metabolit este apoi liber să reacționeze cu enzime hepatice cheie, afectând astfel celulele hepatice. Aceasta poate duce la leziuni hepatice severe și chiar la moarte prin insuficiență hepatică acută.
În tratamentul supradozei de paracetamol (acetaminofen), acetilcisteina acționează pentru a menține sau reînnoi rezervele de glutation epuizate din ficat și pentru a îmbunătăți metabolismul acetaminofenului non-toxic. Aceste acțiuni servesc pentru a proteja celulele hepatice de toxicitatea NAPQI. Este cel mai eficient în prevenirea sau reducerea leziunilor hepatice atunci când este administrat în decurs de 8-10 ore după supradoză. Cercetările sugerează că rata toxicității hepatice este de aproximativ 3% atunci când acetilcisteina este administrată în decurs de 10 ore de la supradoză.
Deși IV și administrarea orală a acetilcisteinei sunt la fel de eficiente pentru această indicație, administrarea orală este în general prost tolerată din cauza dozei mai mari necesare pentru a depăși biodisponibilitatea orală scăzută, gustului și mirosului neplăcut și unei incidențe mai mari a efectelor adverse atunci când este administrată pe cale orală, în special greață și vărsături. Studiile farmacocinetice anterioare ale acetilcisteinei nu au luat în considerare acetilarea ca motiv al biodisponibilității scăzute a acetilcisteinei. Administrarea orală a acetilcisteinei este identică din punct de vedere al biodisponibilității cu precursorii cisteinei. Cu toate acestea, 3% până la 6% dintre persoanele care primesc acetilcisteină intravenoasă prezintă o reacție alergică gravă de tip anafilaxie, care poate include dificultăți extreme de respirație (datorită bronhospasmului), scăderea tensiunii arteriale, erupții cutanate, angioedem și uneori și greață și vărsături. Dozele repetate de acetilcisteină intravenoasă vor determina aceste reacții alergice să se înrăutățească progresiv la aceste persoane.
Mai multe studii au constatat că această reacție de tip anafilaxie apare mai des la persoanele care primesc acetilcisteină intravenoasă, în ciuda nivelurilor serice de paracetamol care nu

#### Plămânii
Acetilcisteina inhalată a fost utilizată în terapia mucolitică ("dizolvarea mucusului") în combinație cu alte terapii în afecțiunile respiratorii cu producție excesivă și/sau grosime a mucusului. De asemenea, este utilizată în perioada postoperatorie, ca ajutor diagnostic și în îngrijirea tracheotomiei. Poate fi considerată ineficientă în fibroza chistică. Un review Cochrane din 2013 privind fibroza chistică nu a găsit dovezi de beneficiu.
Acetilcisteina este utilizată în tratamentul bolilor pulmonare obstructive ca tratament adjuvant.

### Alte utilizări
Acetilcisteina a fost utilizată pentru a forma un complex cu paladiu, pentru a-l ajuta să se dizolve în apă. Aceasta ajută la eliminarea paladiului din medicamente sau precursoare sintetizate prin reacții de cuplare catalizate de paladiu. N-acetylcisteina poate fi utilizată pentru protejarea ficatului.

#### Utilizare microbiologică
Acetilcisteina poate fi utilizată în metoda Petroff de lichefiere și decontaminare a spută, în pregătirea pentru recuperarea micobacterii. De asemenea, prezintă o activitate antivirală semnificativă împotriva virusurilor influenza A.
Acetilcisteina are proprietăți bactericide și descompune biofilmele bacteriene ale patogenilor clinic relevanți, inclusiv Pseudomonas aeruginosa, Staphylococcus aureus, Enterococcus faecalis, Enterobacter cloacae, Staphylococcus epidermidis și Klebsiella pneumoniae.

## Efecte adverse
Foarte rare (afectează mai puțin de 1 din 10000 pacienți):
- Șoc (scădere rapidă a tensiunii arteriale, paloare, agitație, puls slab, piele rece și umedă, stare de conștiență redusă) datorate unei dilatații bruște a vaselor de sânge, ca urmare a hipersensibilității severe la anumite substanțe (șoc anafilactic)
- Umflarea feței, gâtului, limbii sau buzelor, cu dificultăți de respirație și/sau mâncărimi și erupții pe piele, adeseori ca urmare a unei reacții alergice (angioedem).
- Hemoragii.

Adresați-vă imediat medicului dumneavoastră dacă manifestați oricare dintre următoarele reacții adverse. 
- Poate cauza mai rar de 1 din 1000 pacienti:
- Constricția mușchilor căilor respiratorii (bronhospasm);
- Dificultate în respirație, scurtarea respirației sau constricție toracică (dispnee),

Acestea sunt reacții de hipersensibilitate față de substanța activă și sunt mai puțin frecvente (afectează mai puțin de 1 din 100 pacienți): 
- creșterea numărului bătăilor inimii (tahicardie),
- mâncărime severă a pielii (prurit), cu apariția erupțiilor sau a petelor.
- Reactii mai puțin frecvente (afectează mai puțin de 1 din 100 pacienți):
- dureri de cap (cefalee),
- zgomote în urechi (tinitus),
- inflamații ale mucoasei bucale (stomatită),
- dureri abdominale, greață, vărsături, diaree,
- febră,
- scăderea tensiunii arteriale.[15]

## Contraindicatii
- hipersensibilitate la acetilcisteină sau la oricare dintre celelalte componente ale acestui medicament ;
- în criza de astm bronșic;
- ulcer gastro-duodenal;
- la copii cu vârsta mai mică de 2 ani.
- astm fără acumulare de secreții, bolnavi care sunt foarte slabiti și nu pot tuși.